# Finn Wolfhard
Finn Michael Wolfhard (født 23. december 2002 i Vancouver) er en canadisk skuespiller, model, og forsanger i bandet The Aubreys (2019–) og senere hen i Calpurnia (2017–2019). Han er bedst kendt som Mike Wheeler i Netflix-serien Stranger Things.

## Filmografi
- 2017 – It
- 2018 – Dog days
- 2019 – It del 2
- 2019 – The Goldfinch
- 2020 – The Turning
- 2021 – Ghostbusters: Afterlife

### Tv
- 2016–2025 – Stranger Things
- 2019–2021 – Carmen Sandiego